# Волк, Борис Васильевич
Бори́с Васи́льевич Волк (1917—1939) — командир башни танка Т-28 91-го отдельного танкового батальона 20-й тяжёлой танковой бригады РККА, младший комвзвод, участник советско-финской войны, Герой Советского Союза (посмертно).

## Биография
Борис Волк родился в 1917 году в Витебской губернии Российской империи в семье крестьянина. Русский. Проживал и работал в Ленинграде. В 1939 году призван на службу в Рабоче-крестьянскую Красную Армию. Принимал участие в советско-финской войне в звании младшего комвзвода, командовал башней среднего танка «Т-28» 1-й роты 91-го танкового батальона 20-й танковой бригады 7-й армии. Отличился во время разведки вражеской обороны к западу от озера Муланъярви (ныне — Глубокое) 13 декабря 1939 года.
Когда из засады танк был подбит, экипаж в составе командира Василия Груздева, командиров башен Евгения Луппова, Михаила Лобастева, Бориса Волка, механика-водителя Михаила Ларченко, воентехника Ивана Коваля, радиста Карапета Симоняна продолжил вести бой. У хутора Кангаспелто (ныне — Искра) Груздев, Лобастев и Волк были убиты разрывом снаряда при попытке покинуть танк. Остальным членам экипажа удалось вывести танк обратно. Волк был похоронен на месте боёв.
Указом Президиума Верховного Совета СССР от 15 января 1940 года за «образцовое выполнение боевых заданий командования на фронте борьбы с финской белогвардейщиной и проявленные при этом отвагу и геройство» младший командир Борис Волк был удостоен высокого звания Героя Советского Союза с награждением орденом Ленина и медалью «Золотая Звезда» (посмертно). Первоначально был похоронен в Кангаспелто. Позднее перезахоронен в братской могиле № 45 «Белая Дача» в посёлке Грибное Красносельского сельского поселения Выборгского района Ленинградской области.